# Younès Hadjouj
Younès Hadjouj, né en 1860 à Tunis et mort en 1949 à Tunis, est un homme politique tunisien.

## Biographie
Il est l'oncle maternel de Tahar Ben Ammar, grand vizir de Tunis, et l'époux de Zbeida, petite-fille de Mohamed Larbi Zarrouk.
Il poursuit ses études au lycée Carnot de Tunis puis au lycée Saint-Louis de Paris. En 1897, il occupe le poste de caïd-gouverneur de Tozeur puis de Mateur. Il assume la charge de ministre de la Plume entre 1932 et 1935.